# Yukiko Iioka
Yukiko Iioka (également Sachiko Iioka, japonais : 飯岡幸子) est une directrice de la photographie et une réalisatrice japonaise. 

## Biographie
Yukiko Iioka a suivi des études de cinéma à l'université des arts de Tokyo.

## Filmographie sélective

### Réalisatrice
- 2000 : Oidipusuou

### Directrice de la photographie
- 2007 : Eirianzu de Yûko Watanabe
- 2011 : A Song I Remember de Kyōshi Sugita (ja)
- 2017 : Listen to Light de Kyōshi Sugita (ja)
- 2021 : Haruhara San's Recorder de Kyōshi Sugita (ja)
- 2021 : Contes du hasard et autres fantaisies de Ryūsuke Hamaguchi

## Critiques
- « La cinématographie de Yukiko Iioka est tout aussi sobre, privilégiant les plans moyens et longs, avec des coupes minimales et une absence quasi totale de gros plans », au sujet de Haruhara-san’s Recorder[1].
- « Le travail de la caméra de Yukiko Iioka est discret mais agile, trouvant un lyrisme discret dans des coins urbains indéfinis et des panoramiques lents dans des rues dépeuplées », au sujet de Contes du hasard et autres fantaisies[2].